# 高塚夏生
高塚 夏生（たかつか なつき、2000年8月29日 - ）は、日本のアイドル。アリスインプロジェクト所属。
大阪府出身。身長157cm。血液型はA型。　

## 略歴
2000年
- 8月29日生まれる。

2013年
- SKE48でデビュー。

2018年
- SKE48を卒業。

2021年6月2日
- Youtubeチャンネル「すみれこなつき」を開設（現在は更新停止）。